# Stora Tomsjön, Västmanland
Stora Tomsjön är en sjö i Hällefors kommun i Västmanland och ingår i Göta älvs huvudavrinningsområde. Sjön är 17,5 meter djup, har en yta på 1,14 kvadratkilometer och befinner sig 238,1 meter över havet. Sjön avvattnas av vattendraget Tomsjöälven. Vid provfiske har abborre, gädda, lake och mört fångats i sjön.

## Delavrinningsområde
Stora Tomsjön ingår i det delavrinningsområde (664760-142450) som SMHI kallar för Utloppet av Stora Tomsjön. Medelhöjden är 282 meter över havet och ytan är 8,88 kvadratkilometer. Det finns ett avrinningsområde uppströms, och räknas det in blir den ackumulerade arean 18,01 kvadratkilometer. Tomsjöälven som avvattnar avrinningsområdet har biflödesordning 3, vilket innebär att vattnet flödar genom totalt 3 vattendrag innan det når havet efter 377 kilometer. Avrinningsområdet består mestadels av skog (75 procent). Avrinningsområdet har 1,14 kvadratkilometer vattenytor vilket ger det en sjöprocent på 12,8 procent.